# Півники німецькі
{{#ifeq:0|0|{{#if:|{{#if:Iris× germanica|[[]}}|}}}}
Півники німецькі (Iris × germanica) — типовий вид багаторічних трав'янистих рослин роду Півники (Iris) родини Півникові (Iridaceae).

## Опис
Півники німецькі — трав'яниста рослина з потужним повзучим кореневищем. Стебло прямостояче, 60-100 см у висоту.
Листки плоскі, сизо-зеленого кольору, мечеподібної форми, на кінці загострені.
Квітки поодинокі, темно-фіолетового кольору, біля основи жовті, з буро-фіолетовими жилками. Плід — коробочка. Цвіте в травні-червні.

## Використання
Півники німецькі використовуються у квітникарстві як декоративна рослина.
З кореневища рослини отримують ефірну олію, яку використовують в малих дозах при виготовленні високоякісної парфумерії або для ароматизації таких продуктів, як лікери, кондитерські та хлібобулочні вироби.
Рослина застосовується при лікуванні респіраторних захворювань, таких як бронхіт, астма і кашель, а також при лікуванні головного болю, мігрені з жовчною блювотою і запаленні шлунково-кишкового тракту. В індійській народній медицині кореневище використовується при захворюваннях жовчного міхура.